# Хёфген, Марга
Марга Хёфген (нем. Marga Höffgen; 26 апреля 1921, Мюльхайм, Германия — 7 июля 1995, там же) — немецкая певица (контральто).

## Биография
Училась в Высшей школе Фолькванг в Эссене у Анны Эрлер-Шнаудт, затем в Берлинской Высшей школе музыки у Хермана Вайссенборна. Получила преимущественную известность исполнением низких женских партий в «Страстях» Иоганна Себастьяна Баха и других масштабных ораториях под управлением таких дирижёров, как Гюнтер Рамин, Вильгельм Фуртвенглер, Ойген Йохум, Герберт фон Караян. Как оперная певица известна, главным образом, выступлениями в вагнеровском репертуаре, в том числе регулярным участием в Байройтском фестивале (с 1960 г.). Участвовала, в частности, в записи опер «Нюрнбергские мейстерзингеры» (1956, дирижёр Рудольф Кемпе), «Золото Рейна» (1960, дирижёр Рудольф Кемпе), «Зигфрид» (1962, дирижёр Георг Шолти), «Гибель богов» (1967, дирижёр Карл Бём), а также «Волшебной флейты» Вольфганга Амадея Моцарта (1964, дирижёр Отто Клемперер) и др.